# Philippe Christanval
Philippe Charles Lucien Christanval (Parigi, 31 agosto 1978) è un ex calciatore francese, di ruolo difensore.

## Carriera

### Club
Di origini guadalupensi, cominciò la sua carriera professionistica con il Monaco nel 1998, totalizzando 81 presenze e 1 gol. Con la squadra del Principato vinse il campionato francese nell'edizione 1999-2000, prendendo poi parte a diverse gare nella UEFA Champions League 2000-2001.
Venne quindi ceduto al Barcellona per 10 milioni di euro nel giugno 2001. Da allora cominciò un periodo negativo per lui: dovette fare i conti con diversi infortuni, soprattutto dopo il trasferimento nel 2003 all'Olympique Marsiglia.
Nel 2005 trascorse due settimane in prova all'Arsenal, ma l'allenatore Arsène Wenger scelse di non metterlo sotto contratto. Christanval firmò quindi per un'altra squadra di Londra, il Fulham, visto l'apprezzamento da parte dell'allenatore Chris Coleman.
Nelle prime apparizioni al Fulham giocò come centrocampista difensivo, andando a formare un'ottima coppia con il senegalese Papa Bouba Diop; malgrado il ruolo inconsueto per lui, mostrò visione di gioco e abilità nei passaggi. In seguito venne arretrato nella posizione di difensore centrale. Il suo primo gol in Premier League lo realizzò il 13 gennaio 2006, nella partita pareggiata per 3-3 con il West Ham Utd. Vittima di numerosi infortuni, giocò poco fino a collezionare, nel 2007-2008, una sola presenza in campionato, per giunta entrando dalla panchina.

### Nazionale
Tra il 2000 e il 2003 totalizzò 6 presenze con la maglia della nazionale francese. Fece parte della lista dei 23 Bleus convocati per il campionato del mondo 2002, in quella che si rivelò un'esperienza fallimentare per i francesi iridati uscenti, clamorosamente eliminati al primo turno.
In precedenza, con l'Under-20 transalpina aveva preso parte ai mondiali di categoria nel 1997.

## Statistiche

### Cronologia presenze e reti in nazionale
| Cronologia completa delle presenze e delle reti in nazionale ― Francia | Cronologia completa delle presenze e delle reti in nazionale ― Francia | Cronologia completa delle presenze e delle reti in nazionale ― Francia | Cronologia completa delle presenze e delle reti in nazionale ― Francia | Cronologia completa delle presenze e delle reti in nazionale ― Francia | Cronologia completa delle presenze e delle reti in nazionale ― Francia | Cronologia completa delle presenze e delle reti in nazionale ― Francia | Cronologia completa delle presenze e delle reti in nazionale ― Francia |
| Data                                                                   | Città                                                                  | In casa                                                                | Risultato                                                              | Ospiti                                                                 | Competizione                                                           | Reti                                                                   | Note                                                                   |
| ---------------------------------------------------------------------- | ---------------------------------------------------------------------- | ---------------------------------------------------------------------- | ---------------------------------------------------------------------- | ---------------------------------------------------------------------- | ---------------------------------------------------------------------- | ---------------------------------------------------------------------- | ---------------------------------------------------------------------- |
| 7-10-2000                                                              | Johannesburg                                                           | Sudafrica                                                              | 0 – 0                                                                  | Francia                                                                | Amichevole                                                             | -                                                                      | 59’                                                                    |
| 13-2-2002                                                              | Saint-Denis                                                            | Francia                                                                | 2 – 1                                                                  | Romania                                                                | Amichevole                                                             | -                                                                      |                                                                        |
| 27-3-2002                                                              | Saint-Denis                                                            | Francia                                                                | 5 – 0                                                                  | Scozia                                                                 | Amichevole                                                             | -                                                                      | 64’                                                                    |
| 17-4-2002                                                              | Saint-Denis                                                            | Francia                                                                | 0 – 0                                                                  | Russia                                                                 | Amichevole                                                             | -                                                                      | 46’                                                                    |
| 21-8-2002                                                              | Radès                                                                  | Tunisia                                                                | 1 – 1                                                                  | Francia                                                                | Amichevole                                                             | -                                                                      |                                                                        |
| 7-9-2002                                                               | Strovolos                                                              | Cipro                                                                  | 1 – 2                                                                  | Francia                                                                | Qual. Euro 2004                                                        | -                                                                      |                                                                        |
| Totale                                                                 |                                                                        | Presenze                                                               | 6                                                                      |                                                                        | Reti                                                                   | 0                                                                      |                                                                        |

## Palmarès

### Club
- Campionato francese: 1

Monaco: 1999-2000
- Supercoppa francese: 1

Monaco: 2000

### Individuale
- Trophées UNFP du football: 1

Miglior giovane della Division 1: 2000